# Ri Se-ung
Ri Se-ung (Pyongyang, 22 de dezembro de 1998) é um lutador de estilo greco-romana norte-coreano.

## Carreira
Ri ganhou a medalha de ouro na categoria masculina de 42 kg nos Jogos Olímpicos de Verão da Juventude de 2014, realizados em Nanquim, China.
Em 2019, Ri representou a Coreia do Norte nos Jogos Mundiais Militares realizados em Wuhan, China, e ganhou a medalha de ouro na categoria de 60 kg.
Ri ganhou uma das medalhas de bronze na categoria de 60 kg nos Jogos Asiáticos de 2022, realizados em Hangzhou, China. Ele derrotou Aidos Sultangali do Cazaquistão em sua luta pela medalha de bronze.
Ele competiu no Torneio de Qualificação Olímpica de Luta Livre Asiática de 2024 em Bishkek, Quirguistão, e conquistou uma vaga para a Coreia do Norte nas Olimpíadas de Verão de 2024 em Paris, França. Ele ganhou uma das medalhas de bronze no evento de 60 kg nas Olimpíadas. Ele derrotou Raiber Rodríguez da Venezuela em sua luta pela medalha de bronze.